# آشر بي. نيكولز
آشر بي. نيكولز (بالإنجليزية: Asher P. Nichols)‏ كان مُحاميا وسياسيا أمريكيا، ولد في 1815 في ويتينغ في الولايات المتحدة، وتُوفي في 30 مايو 1880. نشط حزبياً في الحزب الديمقراطي. وقد انتخب عضو مجلس ولاية نيويورك ‏.